# Amadies
Amadies (gr. Αμμαδιές ) – wieś w Republice Cypryjskiej, w dystrykcie Nikozja.